# Chionomesa
Chionomesa – rodzaj ptaków z podrodziny kolibrów (Trochilinae) w rodzinie kolibrowatych (Trochilidae).

## Zasięg występowania
Rodzaj obejmuje gatunki występujące w Ameryce Południowej – w Ekwadorze, Kolumbii, Wenezueli, Gujanie, Surinamie, Gujanie Francuskiej, Brazylii, Peru i Boliwii. 

## Morfologia
Długość ciała 8–12 cm; masa ciała 3,5–6,2 g.

## Systematyka

### Etymologia
Chionomesa: gr. χιων khiōn, χιονος khionos „śnieg”; μεσος mesos „środek”.

### Podział systematyczny
Takson wyodrębniony z Amazilia. Do rodzaju należą następujące gatunki:
- Chionomesa fimbriata (J.F. Gmelin, 1788) – szafirek lśniący
- Chionomesa lactea (Lesson, 1832) – szafirek mleczny